# Nombre de Crocco
Le nombre de Crocco {\displaystyle (Cr)} est un nombre sans dimension utilisé en mécanique des fluides pour caractériser la compressibilité des fluides. Il correspond au rapport de la vitesse d'un gaz et de la vitesse du même gaz détendu à 0 K de manière isentropique,,.
Ce nombre porte le nom de Luigi Crocco, physicien et ingénieur en aéronautique italo-américain,.
On le définit de la manière suivante :
{\displaystyle Cr={\frac {v}{v_{max}}}=\left[1+{\frac {2}{(\gamma -1)M^{2}}}\right]^{-{\frac {1}{2}}}\,,\quad \quad 0\,\leq Cr<\;1}
avec :
- v - vitesse
- vmax - vitesse maximale possible pour un gaz parfait détendu de manière isentropique
- γ - rapport des capacités thermiques massiques {\displaystyle {\frac {C_{p}}{C_{v}}}}
- M - nombre de Mach